# Mary Lou Retton
Mary Lou Retton Kelley (Fairmont, Virginia Occidental, 24 de enero de 1968) es una gimnasta artística estadounidense. En los Juegos Olímpicos de Verano de 1984 en Los Ángeles, ganó una medalla de oro en la competencia individual completa, así como dos medallas de plata y dos de bronce. Su actuación la convirtió en una de las atletas más populares de los Estados Unidos.
Retton fue la primera mujer estadounidense en ganar la medalla de oro en la competencia individual completa de gimnasia en los Juegos Olímpicos y fue la única en lograrlo durante veinte años. Se le atribuye ser una figura pionera en la gimnasia femenina estadounidense, incluidas las cuatro mujeres estadounidenses que desde entonces han igualado su hazaña de forma consecutiva: Carly Patterson (2004 en Atenas), Nastia Liukin (2008 en Pekín), Gabby Douglas (2012 en Londres) y Simone Biles (2016 en Río de Janeiro). Dos veces durante ese lapso, las estadounidenses también obtuvieron la medalla de plata como parte de un doble: Shawn Johnson en 2008 y Aly Raisman en 2016. Además, antes del triunfo olímpico de Retton, ninguna mujer estadounidense había ganado el oro completo en el Campeonato Mundial; desde entonces, ocho estadounidenses lo han hecho once veces combinadas, en orden cronológico, Kim Zmeskal, Shannon Miller (dos veces), Chellsie Memmel, Shawn Johnson, Bridget Sloan, Jordyn Wieber, Simone Biles (tres veces) y Morgan Hurd.

## Vida personal
Retton nació en 1968 en Fairmont, West Virginia, de herencia italiana (el apellido original de su familia era «Rotunda»). Su padre, Ronnie, operaba un negocio de equipos de transporte de la industria del carbón. Asistió al Fairmont Senior High School, pero no se graduó. Ella compitió en los Juegos Olímpicos de 1984 en Los Ángeles, California, durante su segundo año de la escuela secundaria. Ella creció en un hogar cristiano y junto con su familia asisten a Second Baptist Church Houston.
Retton vivió en Houston, Texas, hasta 2009, cuando su familia regresó a Virginia Occidental y nuevamente se mudó a Houston en 2012. Está casada con el exmariscal de campo de la Universidad de Texas en Austin y desarrollador inmobiliario de Houston, Shannon Kelley, quien ahora trabaja para el departamento de deportes de la Universidad Bautista de Houston. Juntos tienen cuatro hijas: Shayla (nacida en 1995), McKenna (nacida en 1997), Skyla(nacida en 2000) y Emma (nacida en 2002).

## Carrera

### Gimnasia
Retton se sintió inspirada al ver a Nadia Comăneci superando a Olga Korbut, ganadora olímpica de dos eventos, en televisión en los Juegos Olímpicos de verano de 1976 en Montreal, y se dedicó a la gimnasia en Fairmont, su ciudad natal. Fue entrenada por Gary Rafaloski. Luego decidió mudarse a Houston, Texas, para entrenar bajo los rumanos Béla y Márta Károlyi, que habían entrenado a Nadia Comăneci antes de su deserción a los Estados Unidos. Bajo el entrenamiento de los Károlyis, Retton pronto comenzó a hacerse un nombre en los Estados Unidos, ganando la Copa América en 1983 y ubicándose en segundo lugar detrás de Dianne Durham (otra estudiante de Károlyi) en los Nacionales ese mismo año. Se perdió el Campeonato Mundial en 1983 debido a una lesión en la muñeca, sin embargo, ganó el American Classic en 1983 y 1984, así como la Chunichi Cup de Japón en 1983.
Después de ganar su segunda Copa América, los Nacionales y los Ensayos Olímpicos de Estados Unidos en 1984, Retton sufrió una lesión en la rodilla cuando estaba realizando una rutina de piso en un centro de gimnasia local. Se sentó para firmar autógrafos cuando sintió que se le cerraba la rodilla, obligándola a someterse a una operación cinco semanas antes de los Juegos Olímpicos de verano de 1984, que se celebrarían en Los Ángeles, la primera vez que los Juegos Olímpicos de verano habían estado en los Estados Unidos en 52 años. Se recuperó justo a tiempo para este torneo de los más prestigiosos, y en la competencia, que fue boicoteada por las naciones del bloque soviético a excepción de Rumania, Retton se enfrascó en una cerrada batalla con Ecaterina Szabo de Rumania por la medalla de oro. Siguiendo a Szabo (después de barras asimétricas y barra de equilibrio) por 0.15 con dos eventos por jugar, Retton anotó 10s perfectos en el ejercicio de piso y bóveda, el último evento de una manera especialmente dramática, ya que había temores de que su lesión de rodilla y la posterior cirugía podría perjudicar su desempeño. Retton ganó la medalla de oro por todos los puntos por 0.05 puntos, superando a Szabo y convirtiéndose en la primera estadounidense en recibir la medalla de oro en todos los aspectos. También se convirtió en la primera gimnasta femenina de fuera de Europa Oriental en ganar el oro completo individual.
En las mismas Olimpiadas, Retton ganó cuatro medallas adicionales: plata en la competencia por equipos y el salto de caballo, y bronce en el ejercicio de piso y barras asimétricas. Por su actuación, fue nombrada «Deportista del año» por la revista Sports Illustrated. Ella apareció en una caja de Wheaties, y se convirtió en la primera portavoz oficial del cereal.
En 1985, Retton ganó la Copa América en toda la competencia por tercera y última vez. Se retiró en 1986.

### Otros proyectos

El presidente Ronald Reagan y Retton con el equipo olímpico de Estados Unidos en Los Ángeles, 1984

Una ferviente conservadora cristiana, fue una abierta defensora de la administración Reagan en los Estados Unidos. Ella apareció en una variedad de avisos televisados que apoyaban a Ronald Reagan y también apareció en una manifestación por la campaña de reelección de Reagan justo un mes después de los Juegos Olímpicos en su estado natal de Virginia Occidental. Retton entregó el Juramento a la Bandera con su excompañera gimnasta y medallista de oro olímpica en 1996, Kerri Strug, en la segunda noche de la Convención Nacional Republicana de 2004.
Su ciudad natal, Fairmont, Virginia Occidental, nombró una carretera y un parque en la ciudad después de ella. Se retiró de la gimnasia después de ganar un tercer título sin precedentes de la Copa América en 1985. Más tarde tuvo apariciones como ella misma en Scrooged y Naked Gun 33⅓: The Final Insult.
Durante la década de 1990, Retton trabajó como portavoz de la cadena estadounidense de droguerías Revco, apareciendo en anuncios publicitarios. Fue elegida miembro del Salón de la Fama del Deporte Nacional Italiano Americano en 1992.
En 1993, Associated Press publicó los resultados de un estudio deportivo en el que Retton estaba estadísticamente empatado en el primer lugar con su compañera olímpica Dorothy Hamill como la atleta más popular en Estados Unidos.
En 1997, Retton fue incluido en el Salón de la Fama de la Gimnasia Artística.
Retton tiene muchos endosos comerciales, incluidos bolera y champú. Fue la primera mujer atleta en ser fotografiada en el frente de una caja de Wheaties, y General Mills declaró que las ventas de Wheaties mejoraron después de su aparición. Ella es una analista frecuente de gimnasia televisada y asistió a la Universidad de Texas en Austin después de los Juegos Olímpicos.
Retton volvió a ser el centro de atención cuando el escándalo de abuso sexual de la Federación de Gimnasia de los Estados Unidos llegó a las noticias en 2017. Cuando la Ley de Abuso Sexual de 2017 fue presentada al Congreso, ella y otros miembros de la Federación de Gimnasia se reunieron con la senadora Dianne Feinstein sobre el asalto sexual de la federación política con el objetivo final de bloquear dicha ley.

### Apariciones televisivas
- 1985: ABC Funfit; organizó una serie de segmentos de cinco minutos sobre la aptitud física que se transmitieron entre los dibujos animados de los sábados por la mañana.[26]
- 1988: Scrooged; como ella misma.[27]
- 1993: Baywatch; en el episodio «The Child Inside».[28]
- 2002: Mary Lou's Flip Flop Shop[29]
- 2014: Comercial The '80s Called de RadioShack en el Super Bowl XLVIII; cameo.[30]
- 2018: Fue anunciada como una de las celebridades que compitieron en la temporada 27 de Dancing with the Stars, siendo emparejada con el bailarín profesional Sasha Farber.[31] Fueron eliminados en la sexta semana de competencia, quedando en el noveno puesto.[32]

## Condiciones médicas
Ella nació con displasia de cadera, una condición agravada por sus años como gimnasta competitiva. Después de experimentar un aumento en el dolor, se sometió a una cirugía de reemplazo de cadera en la cadera izquierda a mediados de los 30 años. En octubre de 2008, visitó las instalaciones de Biomet en Warsaw, Indiana, y conoció a los maquinistas que produjeron su implante de cadera.

## Legado
Retton tiene un movimiento de barras desiguales llamado «Retton flip», una transición (flip frontal) de baja a alta barra, lo que resulta en la gimnasta encaramado o «sentado» en la parte superior de la barra alta. Este movimiento y muchos otros como este ya no están en el Código de Puntos debido a los movimientos de «barrido del vientre» al estilo antiguo que ya no se utilizan en la competición de barras.